# 黒木親慶
黒木 親慶（くろき ちかのり、1883年（明治16年）2月1日 - 1934年（昭和9年）3月14日）は、日本の陸軍軍人。最終階級は陸軍少佐。

## 来歴
宮崎県西諸県郡飯野村（後の飯野町、現・えびの市）に大河平親貞の長男として生まれ、黒木実幸の養子となる。
熊本陸軍幼年学校、陸軍中央幼年学校を経て、1904年（明治37年）11月、陸軍士官学校(16期)を卒業。同期生に、岡村寧次、小畑敏四郎、永田鉄山らがいる。同年12月、歩兵少尉に任官し、歩兵第46連隊付となる。1905年（明治38年）5月から12月まで、日露戦争に出征。1912年（大正元年）陸軍大学校(24期)を卒業した。
陸軍士官学校教官、参謀本部部員、ハルビン駐在を経て、1916年（大正5年）第一次世界対戦下のロシア軍に従軍。1918年（大正7年）6月参謀本部付、9月第3師団司令部付。ザバイカル・コサック、グリゴリー・セミョーノフの支援にあたる。
1919年（大正8年）9月、少佐進級。1920年（大正9年）5月、陸軍兵器本廠付。同年7月、依願予備役編入、9月、依頼退役。

## 人物・交友関係
- 岡村寧次とは、中央幼年学校以来の友人であった[6]
- 退役後も中堅幕僚層と関係を持ち、二葉会、一夕会の会員であった[5][7]
- 荒木貞夫と密接な関わりを持ち、特に一夕会では荒木との交流を担ったとされる。

## 栄典

### 位階
- 1934年（昭和9年）3月14日 - 従五位[2]

### 勲章等
- 1906年（明治39年）4月1日- 勲六等単光旭日章[2]
- 1914年（大正3年）5月16日- 勲五等瑞宝章[2]
- 1915年（大正4年）11月7日- 勲四等旭日小綬章[2]
- 1920年（大正9年）11月1日 - 功五級金鵄勲章[2]

## 登場する作品
- 高橋治『派兵』全4部 朝日新聞社 1973-77
- 安彦良和 『乾と巽 -ザバイカル戦記』2019〜